# Rapasaari (ö i Norra Karelen, Joensuu)
Rapasaari är en ö i Finland. Den ligger i sjön Pielisjärvi och i sjön Pielisjärvi och i kommunen Juga i den ekonomiska regionen  Joensuu ekonomiska region  och landskapet Norra Karelen, i den centrala delen av landet, 400 km nordost om huvudstaden Helsingfors. Öns area är 4,7 hektar och dess största längd är 300 meter i nord-sydlig riktning.